# Ptecticus histrio
Ptecticus histrio är en tvåvingeart som beskrevs av Meijere 1933. Ptecticus histrio ingår i släktet Ptecticus och familjen vapenflugor. Inga underarter finns listade i Catalogue of Life.